# Branko Đurić
Branko Đurić (* 28. května 1962 Sarajevo) je bosensko-slovinský rockový hudebník, zpěvák a herec. Proslavil se v 80. letech 20. století jako komik v zábavné televizní šou Top lista nadrealista a jako frontman rockové skupiny Bombaj Štampa. Tu založil v roce 1982 a existovala až do začátku bosenské války v roce 1992. Obnovil ji roku 2008. Od začátku války v roce 1992 žije ve Slovinsku. Ztvárnil hlavní roli Čikiho ve filmu Země nikoho, který roku 2001 získal Oscara za nejlepší cizojazyčný film. Za roli v tomto filmu byl nominován na Evropské filmové ceny za nejlepší mužský herecký výkon. Nominace ve stejné kategorii se dočkal i na Locarnském festivalu. Hrál též v několika dalších filmech, mj. v Kusturicově Dom za vešanje (1988) nebo ve snímku Angeliny Jolie In the Land of Blood and Honey (2011). Je autorem slovinského sitcomu Naša mala klinika (2004-2007), který se dočkal i srbské a chorvatské verze. Je též oblíbeným hlasovým hercem, namluvil několik postav v bosenských jazykových verzích kreslených filmů (Shrek, Úžasňákovi, Madagascar, Princezna a žabák, Já, padouch, Odvážná Vaiana). Je manželem slovinské zpěvačky a herečky Tanjy Ribičové. Bulvární média je často označovala za blízké přátele Angeliny Jolie a Brada Pitta.